# جیزک
جیزَک یا جیزَخ (جیزاک و جیزاخ هم نوشته شده) (به ازبکی: Жиззах / Jizzax: جیزَک) یکی از شهرهای ازبکستان است.
شهر جیزک با ۱۲۶٬۴۰۰ نفر جمعیت در سال ۱۹۹۹ میلادی، مرکز ولایت جیزک در ازبکستان مرکزی است. جیزک در شمال خاوری سمرقند و در جادۀ سمرقند به تاشکند قرار گرفته‌است.
جیزک شهر مهمی در جادۀ ابریشم بود که در چهارراه مهم راه سمرقند به دره فرغانه قرار گرفته بود. شهر جیزک در کنارۀ دشت گرسنه و نزدیک به گردنه جیلانوتی (دروازۀ تیمور لنگ) واقع شده و مشرف بر راه‌های درۀ زرافشان، سمرقند و بخارا است. بیشتر باشندگان این شهر ازبک‌ها هستند اما اقلیت بزرگی از تاجیک‌ها هم در این شهر زندگی می‌کنند.

## تاریخچه
نام جیزک از زبان ایرانی سغدی گرفته شده و هم‌ریخت «دِژک» یعنی دژ کوچک است. شهر کنونی جیزک بر روی ویرانه‌های شهر سغدی اسروشنه ساخته شده‌است. پس از ورود اسلام به منطقه، شهر جیزک به عنوان بازاری برای دادوستد میان یکجانشینان و کوچ‌نشینان عمل می‌کرد و مسلمانان رباط‌های چندی در آن ساختند. این ساختمان‌ها محل سکونت غازی‌ها (عرب‌های جنگجو) بود و بعدها در سدهٔ ۱۹ به صورت دژهایی گسترش یافت که محل اقامت امیران امارت بخارا شد.
ژنرال چرنایف روسی، معروف به «شیر تاشکند» در نخستین تلاش خود برای فتح جیزک شکست خورد ولی در دومین کوشش به موفقیت دست یافت. او در جریان فتح جیزک تنها ۶ نفر از افراد خود را از دست داد درصورتی‌که ۶٬۰۰۰ نفر از مدافعان شهر را کشت.
پس از آن شهر کهن تخریب شد، بقیهٔ ساکنانش تبعید شدند و مستعمره‌نشینان روس به جیزک آورده شدند.
در سال ۱۹۱۶، جیزک کانون یک قیام ضدروسی شد که به سرعت سرکوب شد. 
مشهورترین جیزکی یعنی شرف رشیدوویچ رشیدف که دبیر حزب کمونیست ازبکستان شد در سال ۱۹۱۷ در جیزک به دنیا آمد.
شهر امروزی جیزک شهری پردرخت و آرام است که هیچ چیز از دوران پیش از رشیدف در آن باقی نمانده‌است.
این شهر دارای دو دانشگاه و جمعاً حدود ۷٬۰۰۰ دانشجو است.
جیزک محل باشگاه تیم فوتبال سغدیانا جیزک است که در لیگ ازبکستان (Oliy Liga: لیگ عالی یا برتر) بازی می‌کند.
در لغت‌نامهٔ دهخدا زیر عنوان دَیزَک آمده است.

## اماکن اصلی گردشگری
- موزهٔ یادبود شرف رشیدوف
- موزهٔ ولایتی